# AM-16 (航空機)
AM-16は、愛知時計電機航空機部（のちの愛知航空機）が大日本帝国海軍向けに計画した夜間偵察飛行艇。「AM-16」は愛知の社内名称であり、海軍に納入される前に開発が中止されたため、海軍における名称は存在しない。

## 概要
1936年（昭和11年）、愛知は海軍から命じられた十一試特殊水上偵察機の開発と並行して、独自に海軍向けの先進的な偵察飛行艇としてAM-16の開発を開始した。作業は三木鉄夫技師の主導の元に行われ、1937年（昭和12年）6月に試作機を完成させることを目標としていたが、日中戦争の勃発を受け、より需要のある九六式艦上爆撃機の生産および十一試艦上爆撃機の開発に注力するため、AM-16の開発は1937年中に艇体のみが完成したところで中止された。
機体は高翼単葉の双発飛行艇。胴体は全金属製で、中央部に後上方へ向けて7.7mm旋回機銃1挺を装備する。主翼は木製骨組に合板および羽布張りで、補助浮舟と後縁タブ式フラップを備える。エンジンは、空気抵抗を低減できる形式を理由にメナスコ「スーパー・バッカニア」が採用された。軽量かつグラマン G-21などに類似した近代的な設計による機体であり、高い航続性能を持たせることが企図されていた他、カタパルトによる運用も可能としていた。

## 諸元（計算値）
出典：『日本航空機総集 愛知・空技廠篇』 82頁、『日本ヒコーキ大図鑑 下』 105頁。
- 全長：11.80 m
- 全幅：15.00 m
- 全高：4.00 m
- 主翼面積：38.6 m2
- 自重：1,733 kg
- 全備重量：2,950 kg
- エンジン：メナスコ C6S-4 スーパー・バッカニア 空冷倒立直列6気筒（最大300 hp） × 2
- 最大速度：243 km/h[3]あるいは244 km/h[2]
- 巡航速度：130 km/h
- 実用上昇限度：5,550 m
- 航続距離：2,463 km
- 翼面荷重：76.4 kg/m2
- 武装：7.7mm旋回機銃 × 1
- 乗員：3名